# Cool Biz

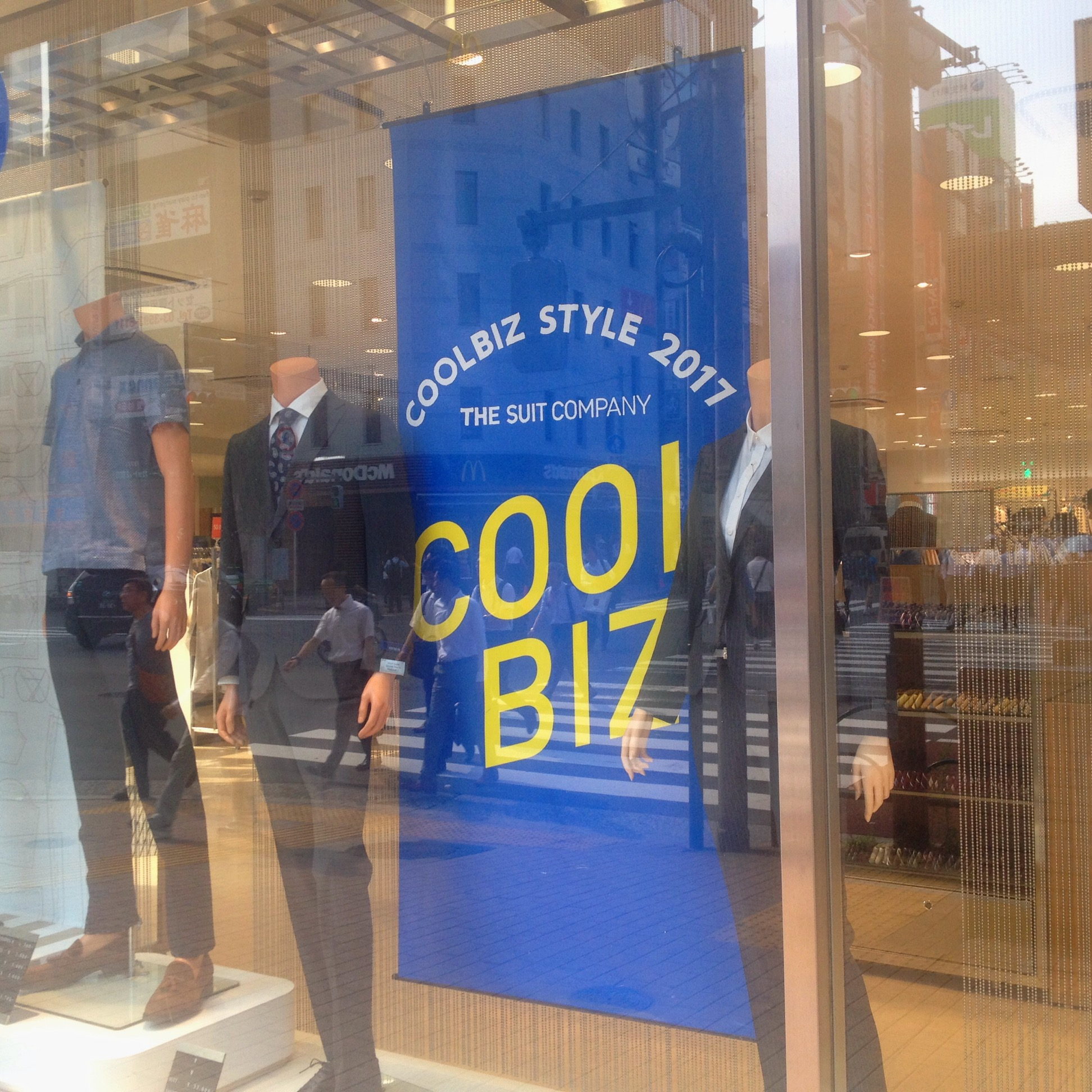
Cửa hàng trưng bày thời trang Cool Biz năm 2017

Cool Biz là một chiến dịch tại Nhật Bản được Bộ Môi trường khởi xướng từ mùa hè 2005 như một biện pháp để giúp giảm mức tiêu thụ điện của Nhật Bản bằng cách hạn chế sử dụng điều hòa không khí. Chiến dịch được thực hiện bằng cách thay đổi tiêu chuẩn nhiệt độ điều hòa văn phòng thành 28 °C (hoặc khoảng 82 °F) và giới thiệu một quy định về trang phục mùa hè tự do trong các cơ quan thuộc chính phủ Nhật Bản để công chức có thể làm việc ở nhiệt độ ấm hơn. Chiến dịch sau đó đã lan truyền sang khu vực tư nhân.
Ý tưởng này được đề xuất bởi Bộ trưởng Bộ Môi trường Koike Yuriko thuộc nội các của thủ tướng Nhật Bản Koizumi Junichirō. Chiến dịch ban đầu được áp dụng từ tháng 6 đến tháng 9, nhưng từ năm 2011 khi tình trạng thiếu điện sau sự kiện động đất và sóng thần Tōhoku 2011 thì chiến dịch được kéo dài từ tháng 5 đến tháng 10.

## Tổng quan
Trong Nội các Koizumi lần 1 (cải tổ lần 2) của đảng Dân chủ Tự do, Bộ trưởng Bộ Môi trường Koike Yuriko phát biểu vào năm 2005 "tiết kiệm điều hòa không khí bằng trang phục thoáng mát mùa hè" như một khẩu hiệu. Sau đó, theo sáng kiến của Bộ Môi trường thì không đeo cà vạt hoặc không mặc vest càng nhiều càng tốt (được gọi là "không cà vạt - không vest"), mặc một chiếc váy thoáng mát để có thể kiểm soát được nhiệt độ văn phòng từ 28 °C trở lên vào mùa hè. Cool Biz được chọn trong sự kiện lấy ý kiến công khai do Bộ Môi trường tổ chức vào tháng 4 năm 2005. Cool Biz là kết hợp của cool (có nghĩa là 'mát mẻ' hoặc 'sành điệu') và Biz là hình thức rút gọn của business (có nghĩa là thương mại) tượng trưng cho công sở và nghề nghiệp, Cool Biz được chọn là một trong mười từ thông dụng của giải thưởng từ mới và từ thông dụng năm 2005.
Thời gian thực hiện chiến dịch theo Bộ Môi trường là từ ngày 1 tháng 6 đến 30 tháng 9 cùng năm. Tuy nhiên, vào năm 2011 khi xem xét tình hình thiếu điện hiện tại do sự cố ở nhà máy điện hạt nhân Fukushima I của công ty điện lực Tokyo (TEPCO) thì chiến dịch được kéo dài từ ngày 1 tháng 5 bởi các chính khách, các cơ quan chính phủ và một số công ty đại chúng. Để tiết kiệm năng lượng, chính phủ Nhật Bản khuyến nghị đặt điều hòa không khí ở nhiệt độ 28 °C, tắt máy tính không sử dụng, kêu gọi chuyển giờ làm việc sang buổi sáng và nói về nghỉ hè nhiều hơn bình thường. Chính phủ Nhật Bản sau đó ra mắt một chiến dịch 'Super Cool Biz' để khuyến khích người lao động mặc trang phục phù hợp với công sở nhưng vẫn đủ mát mẻ để chịu đựng cái nóng mùa hè. Áo thun cổ bẻ và sneaker được cho phép, trong khi quần jean và sandal cũng được chấp nhận trong một số trường hợp. Ngày 1 tháng 6 năm 2011 đánh dấu sự khởi đầu chiến dịch 'Super Cool Biz' của Bộ Môi trường, "các quảng cáo toàn trang báo và các hình ảnh của công chức thuộc Bộ Môi trường đang mỉm cười khá tự giác tại bàn làm việc với áo thun cổ bẻ và áo Kariyushi đầy màu sắc. Từ năm 2012, chiến dịch Super Cool Biz bắt đầu từ ngày 1 tháng 5 đến ngày 31 tháng 10.
| Quy định trang phục tại Bộ Môi trường năm 2012                                                                 | Quy định trang phục tại Bộ Môi trường năm 2012 | Quy định trang phục tại Bộ Môi trường năm 2012 | Quy định trang phục tại Bộ Môi trường năm 2012 | Quy định trang phục tại Bộ Môi trường năm 2012 | Quy định trang phục tại Bộ Môi trường năm 2012 | Quy định trang phục tại Bộ Môi trường năm 2012 | Quy định trang phục tại Bộ Môi trường năm 2012 | Quy định trang phục tại Bộ Môi trường năm 2012 | Quy định trang phục tại Bộ Môi trường năm 2012 | Quy định trang phục tại Bộ Môi trường năm 2012 | Quy định trang phục tại Bộ Môi trường năm 2012 | Quy định trang phục tại Bộ Môi trường năm 2012 | Quy định trang phục tại Bộ Môi trường năm 2012 |
| --- | ---------------------------------------------- | ---------------------------------------------- | ---------------------------------------------- | ---------------------------------------------- | ---------------------------------------------- | ---------------------------------------------- | ---------------------------------------------- | ---------------------------------------------- | ---------------------------------------------- | ---------------------------------------------- | ---------------------------------------------- | ---------------------------------------------- | ---------------------------------------------- |
| Trang phục | không cà vạt                                   | không vest                                     | áo ngắn tay                                    | áo Kariyushi                                   | áo thun cổ bẻ                                  | áo Aloha                                       | áo thun                                        | áo không tay                                   | quần Chino                                     | quần jean                                      | lederhose                                      | sneaker                                        | sandal                                         |
| Cool Biz | ○                                              | (○)                                            |                                                | (○)                                            | ×                                              | ×                                              | ×                                              | ×                                              | (○)                                            | ×                                              | ×                                              | (○)                                            | ×                                              |
| Super Cool Biz                                                                                                 | ○                                              | ○                                              | ○                                              | ○                                              | ○                                              | ○                                              | △                                              | ×                                              | ○                                              | △                                              | ×                                              | ○                                              | △                                              |
| ○ được phép, (○) dược phép nhưng không hoàn toàn, × chỉ có thể có chừng mực theo TPO, △về nguyên tắc không thể |                                                |                                                |                                                |                                                |                                                |                                                |                                                |                                                |                                                |                                                |                                                |                                                |                                                |